# 屈蔼林
屈蔼林（英語：Methodius Qu Ai-lin，1961年5月—），聖名：默道，是天主教中國籍總主教和中國天主教愛國會成員，湖南衡阳人，现任长沙总教区總主教，获教廷与中国政府的双重承认（但在中國官方教會记录中为湖南教区主教）。

## 生平
屈蔼林于1961年5月生於中國湖南省衡陽市，1968年9月在衡阳读小学，1974年9月在衡阳市二中读书，1981年毕业于衡阳基础大学，1982年1月在衡阳讪建材一厂工作。
1990年进入教会，次年考入中南神哲学院。1992年至1995年间就读于北京神哲学院。1995年6月23日晋铎为衡阳教区神父。1999年由湖南教区屈天锡主教委任为湖南教区副主教。后出任衡阳市天主教爱国会主任、湖南省天主教爱国会副主任等职。
2011年12月19日在主教選舉會議的55位投票者中獲得54票，當選為主教候選人。2012年4月25日晋牧为湖南教区主教，此前湖南教区自屈天锡主教于2000年去世后已12年没有主教。主教祝圣典礼在长沙圣母无染原罪主教座堂举行。
2013年1月任湖南省政協委員。